# Paula-Mae Weekes
Paula-Mae Weekes, née le 23 décembre 1958 à Port-d'Espagne, est une magistrate et femme d'État trinidadienne. Seule candidate proposée, elle est élue présidente de la République le 19 janvier 2018, et prend ses fonctions le 19 mars suivant. Elle devient ainsi la première femme chef d'État du pays.

## Biographie
Ancienne élève du Bishop Anstey High School à Port-d'Espagne, Paula-Mae Weekes obtient un diplôme de droit à l'université des Indes occidentales. Elle étudie ensuite à la Hugh Wooding Law School (HWLS) et est admise au barreau en 1982.
Paula-Mae Weekes reste onze ans au Bureau du directeur des poursuites pénales et exerce ensuite en pratique privée à partir de 1993. Elle est également maître de conférences à la HWLS pendant un temps. 
Elle est la cinquième femme à devenir juge à la Haute Cour de Trinité-et-Tobago lorsqu'elle est nommée à la Division criminelle en 1996.